# Aaron Long
Aaron Ray Long (* 12. Oktober 1992 in Oak Hills, San Bernardino County, Kalifornien) ist ein US-amerikanischer Fußballspieler. Der Abwehrspieler steht seit 2016 beim Los Angeles FC unter Vertrag und ist US-amerikanischer Nationalspieler.

## Karriere

### Vereine
Long begann seine Karriere zu Highschool-Zeiten und spielte ab September 2010 bei den UC Riverside Highlanders an der University of California in Riverside. In der Zwischenzeit spielte er auch für den FC Tucson, ehe er im Sommer 2014 in die Major League Soccer zu den Portland Timbers wechselte. Für den Verein aus Oregon absolvierte er jedoch kein einziges Profispiel und wechselte nach zwei kurzen Leihen zu den Seattle Sounders, wo er in der zweiten Mannschaft eingesetzt wurde. In der zweitklassigen USL Championship erzielte Long am 12. Juli 2015 sein erstes Profitor bei einem 4:0-Sieg über Arizona United.
Der Durchbruch in seiner Profikarriere gelang ihm schließlich ab 2016 bei den New York Red Bulls. Zunächst ebenfalls in der zweiten Mannschaft eingesetzt, gab er im August 2016 in der CONCACAF Champions League sein Debüt für die erste Mannschaft. In der Saison 2018, in der die New York Red Bulls mit nur 33 Gegentoren die Meisterschaft gewannen, stand er in allen 34 Spielen auf dem Platz, 31 davon absolvierte er in der Startelf. Zum Ende der Saison wurde Long mit als Abwehrspieler des Jahres (Defender of the Year) ausgezeichnet. In den folgenden zwei Spielzeiten war er ebenfalls Stammspieler, 2019 absolvierte er alle 24 Einsätze von Beginn an.
Im Januar 2023 wechselte er zum Los Angeles FC.

### Nationalmannschaft
Aaron Long gab sein Länderspieldebüt am 2. September 2018 gegen Peru. Im Folgejahr wurde er von Trainer Gregg Berhalter in den Kader für den CONCACAF Gold Cup 2019 berufen.